# Savolansaari och Mattilansaari
Savolansaari och Mattilansaari är en ö i Finland. Den ligger i sjön Pieni-Lumperoinen och i kommunen Saarijärvi i den ekonomiska regionen  Saarijärvi-Viitasaari och landskapet Mellersta Finland, i den centrala delen av landet, 280 km norr om huvudstaden Helsingfors. Öns area är 17,6 hektar och dess största längd är 0,7 kilometer i nord-sydlig riktning.